# 引擎蓋裝飾品

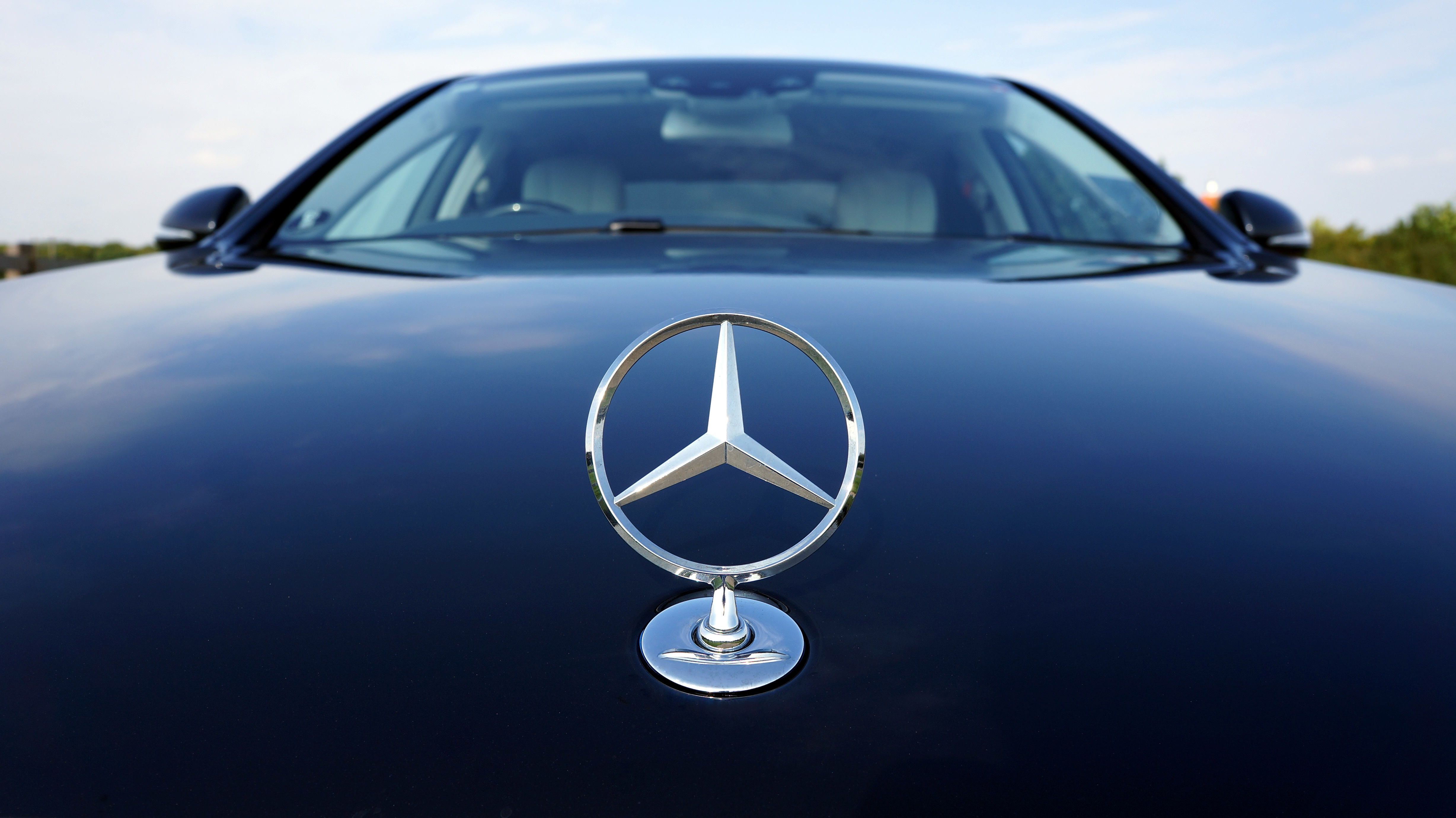
梅賽德斯-賓士的引擎蓋裝飾品

引擎蓋裝飾品（hood ornament）是一種特製的模型，多放置在汽車引擎蓋的前部中央。引擎蓋裝飾品是汽車公司的象徵之一，其歷史幾乎和汽車的誕生同時開始。在1920年代至1950年代，引擎蓋裝飾品十分流行，亦起到區分車型的作用。大多數引擎蓋裝飾品取材自動物、神話人物和汽車公司的標誌。

## 外部連結
- . northstargallery.com.   [23 September 2019].
- Dreßler, Matthias.  [Radiator Mascots of the Classic Car Era 1909-1939]. Matthias Dreßler. 2019. ISBN 9783000608650 （德语）.
- Weiner, Geoffrey George. . Trans-Atlantic Publications. 2014. ISBN 9781909984219.
- Weiner, Geoffrey George. . Grosvenor House. 2017. ISBN 9781786239037.